# Алта (Јута)
Алта (енгл. Alta) град је у америчкој савезној држави Јута.

## Демографија
По попису из 2010. године број становника је 383, што је 13 (3,5%) становника више него 2000. године.
| Група             | 2000.       | 2010.       |
| Белци             | 342 (92,4%) | 348 (90,9%) |
| Афроамериканци    | 4 (1,1%)    | 0 (0,0%)    |
| Азијати           | 2 (0,5%)    | 5 (1,3%)    |
| Хиспаноамериканци | 16 (4,3%)   | 16 (4,2%)   |
| Укупно            | 370         | 383         |